# Élections législatives pakistanaises de 1988
Les élections législatives pakistanaises de 1988 ont eu lieu le 16 novembre 1988. Elles se déroulent alors que l'ancien président Muhammad Zia-ul-Haq tout juste mort dans un crash aérien venait de dissoudre les assemblées élues en 1985 et de démettre son Premier ministre Muhammad Khan Junejo. Ces élections se déroulent dans un climat d’apaisement entre les autorités militaires au pouvoir depuis 1977 et l'opposition principalement regroupée au sein Mouvement pour la restauration de la démocratie, qui a boycotté les scrutins tenus durant cette période, manifesté contre le régime et a été réprimé.
Contrairement aux dernières élections de 1985, les partis politiques sont autorisés à afficher leurs candidats. Le scrutin mène à une victoire large du Parti du peuple pakistanais qui faisait figure de principal parti d'opposition depuis le coup d'État de 1977. Benazir Bhutto devient par la suite Première ministre, faisant d'elle la première femme élue à diriger un pays musulman.

## Contexte
Les dernières élections datent de 1985, quand le président Muhammad Zia-ul-Haq, qui a pris le pouvoir à la suite d'un coup d'État en 1977 en renversant le Premier ministre Zulfikar Ali Bhutto du Parti du peuple pakistanais, voulait légitimer son pouvoir et rétablir le droit commun. Toutefois, ces élections sont interdites aux partis politiques et ont été boycottées par le Mouvement pour la restauration de la démocratie, qui agrégeaient la plupart des partis d'opposition. Alors que dans ces dernières années, l'opposition contre le président montaient à la fois à l'intérieur et à l'extérieur du système, Zia-ul-Haq meurt le 17 août 1988 dans le crash de son avion aux circonstances non élucidées. 
Celui-ci venant juste de dissoudre toutes les assemblées, de nouvelles élections sont organisées afin d'établir un nouveau pouvoir civil et auxquels tous les partis participent. Ces élections étaient pourtant prévues pour être comme en 1985 interdites aux partis politiques, mais la Cour suprême autorise finalement le 2 octobre les candidats à se présenter par partis.

## Campagne
Les deux principaux protagonistes de cette élection sont le Parti du peuple pakistanais et l'Alliance démocratique islamique. Le premier fait figure de principal parti d'opposition alors qu'il était la principale composante du Mouvement pour la restauration de la démocratie qui a combattu le régime militaire entre 1977 et 1988 et qui avait été renversé à la suite du coup d'État. Son fondateur Zulfikar Ali Bhutto ayant été condamné à mort et exécuté en 1979, sa fille Benazir Bhutto prend la direction du parti et mène la campagne afin de devenir le prochain chef du gouvernement.
L'Alliance démocratique islamique fait figure de parti sortant, alors que le Premier ministre Muhammad Khan Junejo a été au pouvoir de 1985 à 1988 avant d'avoir été démis de ses fonctions par Zia-ul-Haq. L'alliance est formée pour ces élections et est composée de la Ligue musulmane du Pakistan unie, du Parti national du peuple et de la Jamaat-e-Islami notamment. Il est aujourd’hui établit, le chef de l'Inter-Services Intelligence Hamid Gul l'ayant lui-même reconnu, que cette formation a eu le soutien de l'armée qui a notamment impulsé sa création,.

## Résultats

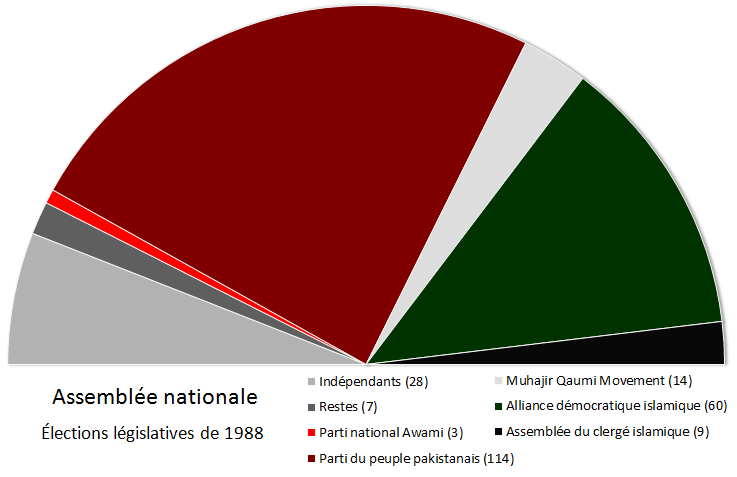
Composition de l'Assemblée nationale après les élections de 1988.

Le Parti du peuple pakistanais remporte largement le scrutin, à la fois au niveau des votes populaires en remportant près de 38 % des suffrages en devançant l'Alliance démocratique islamique de 1,6 million de voix, comme au niveau des députés en obtenant presque une majorité absolue avec 48 % des sièges. 
| Partis                          | Vote populaire | %       | Sièges élus directement | Composition finale de l'Assemblée |
| ------------------------------- | -------------- | ------- | ----------------------- | --------------------------------- |
| Parti du peuple pakistanais     | 7 488 934      | 37,63 % | 92                      | 114                               |
| Alliance démocratique islamique | 5 883 298      | 29,57 % | 55                      | 60                                |
| Mouvement Muttahida Qaumi       |                |         | 13                      | 14                                |
| Parti national Awami            | 409 555        | 2,1 %   | 2                       | 3                                 |
| Jamiat Ulema-e-Islam            | 360 526        | 1,8 %   | 7                       | 9                                 |
| Autres partis                   |                |         | 7                       | 7                                 |
| Indépendants                    | 3 829 705      | 19,5 %  | 27                      | 28                                |
| Vacants                         |                |         | 2                       | 2                                 |
| Votes blancs ou invalides       | 304 097        | 1,3 %   |                         |                                   |
| Total (participation : 43,08 %) | 19 902 706     | 100 %   | 207                     | 237                               |

## Conséquences

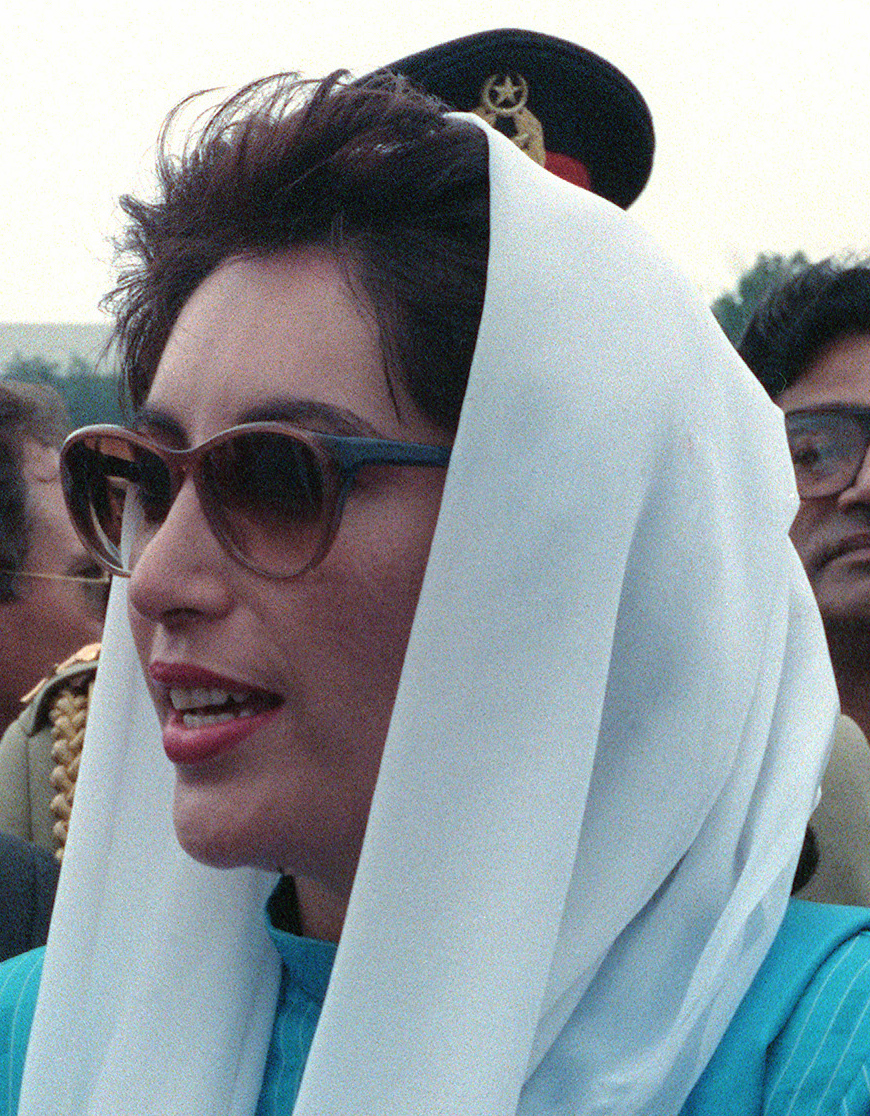
Benazir Bhutto en 1989.

Étant donné la victoire du Parti du peuple pakistanais, le président de la République Ghulam Ishaq Khan demande à Benazir Bhutto de former un gouvernement. Celle-ci forme une coalition en s'alliant avec des partis mineur, puis annonce son gouvernement et est investie Première ministre le 4 décembre 1988. Elle devient ainsi la première femme élue à diriger un pays musulman.
Moins de deux ans plus tard, le 6 août 1990, à la suite d'un conflit avec le président, Benazir Bhutto est destituée de ses fonctions par Ghulam Ishaq Khan qui dissout toutes les assemblées et convoque de nouvelles élections.